# Kumtjärnen (Ljusdals socken, Hälsingland, 688728-151150)
Kumtjärnen är en sjö i Ljusdals kommun i Hälsingland och ingår i Ljusnans huvudavrinningsområde.